# Museo de la Academia de Artes
El Museo de la Academia de Artes es un museo de Los Ángeles, California, Estados Unidos, inaugurado el 30 de septiembre del 2021. Es el primer gran museo estadounidense dedicado por completo al arte, la ciencia, la artesanía, los negocios y la historia del cine.

## Edificio
El museo se estableció en el histórico May Company Building, rebautizado como Saban Building tras una donación de $50 millones por parte de Cheryl y Haim Saban. El edificio está ubicado en la esquina de Wilshire y Fairfax y a lo largo de la Milla de los Museos de Los Ángeles. La instalación, de 300.000 pies cuadrados, fue diseñada por el arquitecto Renzo Piano, ganador del Premio Pritzker, con Renzo Piano Building Workshop y Gensler. La dirección del proyecto estuvo a cargo de Kerry Brougher, Director del Museo de la Academia de Artes, y Ron Meyer, Vicepresidente del NBC Universal, quien es también jefe de la junta directiva del Museo de la Academia de Artes.

## Diseño
Renzo Piano, ganador del premio Pritzker, diseñó dos edificios para el recinto de 300.000 pies cuadrados: el Saban Building (el antiguo edificio de May Company, un referente histórico de Los Ángeles) y The Sphere. Esta última es una estructura esférica que cuenta con el David Geffen Theatre, con capacidad para 1000 personas, y el Dolby Terrace, que ofrece una vista panorámica de las colinas de Hollywood, incluido el icónico letrero de Hollywood . 
El espacio de construcción combinado incluye 50.000 pies cuadrados de galerías, espacios de proyectos de vanguardia, dos teatros, una plaza al aire libre, una terraza en la azotea con vistas panorámicas de las colinas de Hollywood, un estudio de educación activa, espacios para eventos especiales, un restaurante y una tienda. 

## Teatros

### Teatro David Geffen
Ubicado en el edificio The Sphere, dentro del museo, el teatro David Geffen, con capacidad para 1000 personas, representa la relación entre arte y tecnología. La programación del teatro incluye presentaciones que esclarecen aspectos sobre el arte del cine, estrenos de películas de cineastas nuevos y reconocidos y otros eventos de alto perfil.

### Teatro Ted Mann
El teatro Ted Mann, de 288 asientos, proporciona un espacio más íntimo para visitantes y ofrecerá exploraciones y programas especiales.

## Colecciones
Desde la década de 1930, la Academia ha estado recolectando materiales relacionados con películas y ahora se considera el curador más importante del mundo en historia del cine. La colección fija de la Academia, de más de 12 millones de fotografías, 190 000 elementos de imágenes en movimiento, 80 000 guiones cinematográficos, 61 000 carteles y más de 104 000 piezas de arte de producción, influirá en las exposiciones del Museo.
Algunos objetos clave en la colección del museo incluyen: 
- Los zapatos de Shirley Temple en La pequeña coronela (1935).
- Los zapatos rojo rubí de Judy Garland (Dorothy) en El mago de Oz (1939).
- Las tablas de Los diez mandamientos (1956).
- La máquina de escribir con la que se escribió el guion de Psicosis (1960).
- El modelo de la nave espacial Aries 1B de 2001: A Space Odyssey (1968).
- El único molde que queda del tiburón de Tiburón (1975).

## Junta directiva
Formada en diciembre de 2017, la junta directiva es el principal órgano de gobierno del Museo y es responsable de supervisar la visión estratégica general del Museo. La junta está compuesta por 12 profesionales de la industria cinematográfica, y hay intenciones de agregar más en el futuro. 
Actualmente, los miembros de la junta incluyen: el vicepresidente de NBCUniversal Ron Meyer (Presidente), el presidente de la Academia de Artes y Ciencias Cinematográficas John Bailey, el fundador de Blumhouse Productions Jason Blum (Tesorero), el presidente y CEO de Paramount Pictures Jim Gianopulos, el cinco veces nominado al Oscar Tom Hanks, la CEO de la Academia de las Artes y las Ciencias Dawn Hudson, la presidenta de LucasFilm Kathleen Kennedy, el CEO de Cinépolis Alejandro Ramírez Magaña, el CCO de Netflix Ted Sarandos (vicepresidente), la fundadora de K Period Media Kimberly Steward, la diseñadora de moda de renombre mundial Diane von Fürstenberg, y el presidente y director ejecutivo de Dolby Laboratories, Kevin Yeaman.